# Crosbyana
《Crosbyana》는 1941년 미국의 가수 빙 크로스비가 데카 레코드를 통해 발매한 컴필레이션 음반이다. 이 음반에는 크로스비가 미시시피, 히어 이즈 마이 하트, 더 빅 브로드캐스트 오브 1936 등의 영화에 출연했을 당시 부른 노래들이 수록되어 있다.

## 트랙리스트
이 음반은 데카 레코드 카탈로그 넘버 DA-221을 부여받았다.
| 제목                                                   | 작사 작곡                   | 녹음일          | 참여한 아티스트                                         | 길이 |
| 디스크 1 (3731):                                       |                             |                 |                                                         |      |
| A. "With Every Breath I Take"                          | 랄프 레이너, 리오 로빈      | 1934년 11월 9일 | 조지 스톨과 오케스트라                                  | 3:15 |
| B. "It's Easy to Remember"                             | 리처드 로저스, 로렌즈 하트  | 1935년 2월 21일 | 리스메츠, 쓰리 셰이드 오브 블루, 조지 스톨과 오케스트라 | 3:15 |
| 디스크 2 (310):                                        |                             |                 |                                                         |      |
| A. "June in January"                                   | 랄프 레이너, 리오 로빈      | 1934년 11월 9일 | 조지 스톨과 오케스트라                                  | 3:13 |
| B. "Love Is Just Around the Corner"                    | 루이스 E. 젠슬러, 리오 로빈 | 1934년 11월 9일 | 조지 스톨과 오케스트라                                  | 3:00 |
| 디스크 3 (392):                                        |                             |                 |                                                         |      |
| A. "Down by the River"                                 | 로저스와 하트               | 1935년 2월 21일 | 조지 스톨과 오케스트라                                  | 2:50 |
| B. "Soon"                                              | 로저스와 하트               | 1935년 2월 21일 | 조지 스톨과 오케스트라                                  | 3:01 |
| 디스크 4 (543):                                        |                             |                 |                                                         |      |
| A. "I Wished on the Moon"                              | 랄프 레이너, 도로시 파커    | 1935년 8월 14일 | 도시 브라더스 오케스트라                                | 2:50 |
| B. "Two for Tonight"                                   | 맥 고든, 해리 레벨          | 1935년 8월 14일 | 도시 브라더스 오케스트라                                | 2:56 |
| 디스크 5 (547):                                        |                             |                 |                                                         |      |
| A. "I Wish I Were Aladdin"                             | 맥 고든, 해리 레벨          | 1935년 8월 14일 | 도시 브라더스 오케스트라                                | 2:59 |
| B. "From the Top of Your Head to the Tip of Your Toes" | 맥 고든, 해리 레벨          | 1935년 8월 14일 | 도시 브라더스 오케스트라                                | 3:03 |
| 디스크 6 (548):                                        |                             |                 |                                                         |      |
| A. "Without A Word of Warning"                         | 맥 고든, 해리 레벨          | 1935년 8월 14일 | 도시 브라더스 오케스트라                                | 3:07 |
| B. "Takes Two to Make a Bargain"                       | 맥 고든, 해리 레벨          | 1935년 8월 14일 | 도시 브라더스 오케스트라                                | 2:48 |